# Shinji Kawamura
Shinji Kawamura (Ōmihachiman, 2 maggio 1978) è un pallavolista giapponese, nel ruolo di schiacciatore.

## Carriera
La carriera di Shinji Kawamura inizia a livello scolastico con la Osaka University of Commerce, giocando prima nella formazione liceale e poi in quella universitaria. Nella stagione 2000-01 inizia la carriera professionistica coi Panasonic Panthers. Nella stagione 2007-08 vince i primi trofei della sua carriera, aggiudicandosi prima lo scudetto e poi il Torneo Kurowashiki, venendo inserito nel sestetto ideale del torneo. Fa ancora meglio la stagione successiva, vincendo campionato, Coppa dell'Imperatore e Torneo Kurowashiki, ripetendo l'impresa anche nella stagione 2011-12, nella quale viene nominato capitano della sua squadra di club. Nell'annata 2012-13 vince la terza Coppa dell'Imperatore, è finalista in campionato, perdendo contro i Sakai Blazers, ed è poi finalista contro i Suntory Sunbirds al Torneo Kurowashiki; in entrambe le competizioni perse viene comunque premiato come miglior spirito combattivo del torneo. Nell'annata seguente si aggiudica nuovamente lo scudetto ed il Torneo Kurowashiki.

## Palmarès

### Club
- Campionato giapponese: 4

2007-08, 2009-10, 2011-12, 2013-14
- Coppa dell'Imperatore: 3

2009, 2011, 2012
- Torneo Kurowashiki: 5

2008, 2009, 2010, 2012, 2014

### Premi individuali
- 2008 - Torneo Kurowashiki: Sestetto ideale
- 2012 - Torneo Kurowashiki: Sestetto ideale
- 2013 - V.Premier League giapponese: Miglior spirito combattivo
- 2013 - Torneo Kurowashiki: Miglior spirito combattivo
- 2013 - Torneo Kurowashiki: Sestetto ideale
- 2019 - V.League Division 1: Miglior allenatore
- 2019 - V.League Division 1: Premio Yasutaka Matsudaira